# Camptown Races
Camptown Races Hörbeispielⓘ ist ein Song des amerikanischen Komponisten Stephen Foster, der 1850 erstmals im Druck erschien. Das Stück ist auch unter dem Alternativtiteln Camptown Ladies und Gwine-Going to Run All Night  bekannt, sein Text schildert in überzeichnetem afroamerikanischem Englisch Begebenheiten während eines Pferderennens.

## Musik
Camptown Races beschränkt sich in seinen musikalischen Mitteln auf einfache Wendungen, die den volkstümlichen Charakter des Stücks unterstreichen. Wie alle 201 von Foster veröffentlichten Lieder und Instrumentalsätze ist es in einer Dur-Tonart gehalten, die meisten frühen Ausgaben schreiben D-Dur vor.
Die Melodie im 2/4-Takt ist streng diatonisch und kann, wie im gezeigten Notenbeispiel, ausschließlich mit den drei Haupt-Akkorden Tonika, Subdominante und Dominante begleitet werden. Formal besteht der Song aus einer achttaktigen Strophe, die einmal – mit neuem Text – wiederholt wird, und einem folgenden, ebenfalls achttaktigen Refrain.
Auf typische Stilmerkmale der – damals ohnehin erst im Entstehen begriffenen – afroamerikanischen Musik greift Foster nicht zurück. Der charakteristische synkopierte Rhythmus, auf den die Silben „doo-dah!“ gesungen werden, ist in dieser Form auch in der Volksmusik der britischen Inseln sehr häufig anzutreffen (zum Beispiel als eine Variante des Scotch snap).

## Text
Zwar wird gelegentlich versucht, den Schauplatz des unorganisierten, turbulenten Treibens, von dem das Lied berichtet, mit einem Städtchen namens Camptown in Verbindung zu bringen, das tatsächlich in Fosters Heimatstaat Pennsylvania existiert. Jedoch spielte die Tradition der Blackface-Komödie, deren Tonfall im Song aufgenommen wird, zu Fosters Lebzeiten in aller Regel in klischeehafter Weise auf die Südstaaten an. Der Foster-Biograph Ken Emerson weist darüber hinaus darauf hin, dass der Komponist in keinem einzigen seiner Lieder seine engere Heimat besingt. Das improvisierte Pferderennen, das den Rahmen der „Handlung“ von Camptown Races bietet, passt dagegen recht gut zu den provisorischen Zeltlagern (camptowns), wie sie zum Beispiel für die Arbeiter entlang der Eisenbahn-Strecken existierten, die damals in großer Zahl neu angelegt wurden.
De Camptown ladies sing dis song, Doo-dah! doo-dah!
De Camptown race-track five miles long, Oh, doo-dah day!
I come down dah wid my hat caved in, Doo-dah! doo-dah!
I go back home wid a pocket full of tin, Oh, doo-dah day!
Refrain:
Gwine to run all night!
Gwine to run all day!
I'll bet my money on de bob-tail nag,
Somebody bet on de bay.
De long tail filly and de big black hoss, Doo-dah! doo-dah!
Dey fly de track and dey both cut across, Oh, doo-dah-day!
De blind hoss sticken in a big mud hole, Doo-dah! doo-dah!
Can't touch bottom wid a ten foot pole, Oh, doo-dah-day
Refrain
Old muley cow come on to de track, Doo-dah! doo-dah!
De bob-tail fling her ober his back, Oh, doo-dah-day!
Den fly along like a rail-road car, Doo-dah! doo-dah!
Runnin' a race wid a shootin' star, Oh, doo-dah-day!
Refrain
See dem flyin' on a ten mile heat, Doo-dah doo-dah!
Round de race track, den repeat, Oh, doo-dah-day!
I win my money on de bob-tail nag, Doo-dah! doo-dah!
I keep my money in an old tow-bag, Oh, doo-dah-day!
Sinngemäße Übersetzung:
Die Zeltstadt-Damen singen dieses Lied: Doo-dah! Doo-dah!
Die Zeltstadt-Rennbahn ist fünf Meilen lang, Oh, Doo-dah-day!
Ich komme mit eingefallenem Hut runter, Doo-dah! Doo-dah!
Ich gehe mit einer Tasche voller Zinn (Münzgeld) nach Hause, Oh, Doo-dah-day!
Refrain:
Das Rennen geht wohl die ganze Nacht!
Und den ganzen Tag!
Ich wette mein Geld auf den stummelschwänzigen Gaul,
Jemand hat auf den Braunen gewettet.
Die langschwänzige Stute und das große schwarze Pferd, Doo-dah! Doo-dah!
Sie fliegen über die Strecke und schneiden beide quer, Oh, Doo-dah-day!
Das blinde Pferd steckt in einem großen Schlammloch fest, Doo-dah! Doo-dah!
Mit einer drei Meter langen Stange kommt man nicht auf den Boden, Oh, Doo-dah-day!
Refrain
Ein altes Maultierkuh, komm auf die Rennbahn, Doo-dah! Doo-dah!
Den Stummelschwanz schleudert es über das Hinterteil, Oh, Doo-dah-day!
Dann fliegen sie entlang wie ein Eisenbahnwaggon, Doo-dah! Doo-dah!
Laufen ein Rennen wie eine geschossener Stern, Oh, Doo-dah-day!
Refrain
Sieh sie auf einem Zehn-Meilen-Lauf fliegen, Doo-dah, doo-dah!
Rund um die Rennbahn, immer wieder, Oh, Doo-dah-day!
Ich gewinne mein Geld mit dem stummelschwänzigen Gaul, Doo-dah! Doo-dah!
Ich bewahre mein Geld in einer alten Schlepptasche auf, Oh, Doo-dah-day!
Infolge seiner Verbindung mit den Minstrel Shows wird Camptown Races heutzutage oftmals als Lied mit rassistischem Unterton betrachtet, obwohl Stephen Foster selbst keine Sympathien für die in den USA seiner Zeit noch herrschende Sklaverei hegte, im Sezessionskrieg für die Sache der Union eintrat und in seinen Kompositionen ein weniger diskriminierendes Bild von schwarzen Amerikanern zu zeichnen bestrebt war, als dies um 1850 üblich war. Die Übersetzung zeigt, dass es keinen rassistischen Inhalt im Text gibt.

## Geschichte

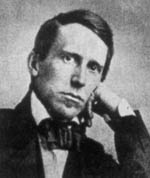
Stephen Foster (1826–1864)

Der Song erschien zuerst als Teil der Sammlung Stephen Foster's Plantation Melodies unter dem Titel „Gwine to Run All Night“ bei F. D. Benteen in Baltimore und W. T. Mayo in New Orleans. Wie auch andere Kompositionen Fosters, beispielsweise Oh! Susanna, wurde das Stück gerne im Rahmen von Minstrel-Shows dargeboten und wurde so noch im Verlauf des 19. Jahrhunderts fester Bestandteil der musikalischen Folklore der USA. Die erste Minstrel-Truppe, die Camptown Races öffentlich darbot, waren Christy's Minstrels, die sich seit 1847 auf Interpretationen von Fosters Musik spezialisiert hatten. Ihnen wird daher auch die „Uraufführung“ der Nummer im Jahr 1850 zugeschrieben.
In Giacomo Puccinis Oper La fanciulla del West von 1910 wird durch die auffällige Silbenfolge „Doo-da, doo-da day“ auf Fosters Song angespielt. Charles Ives verarbeitete das Thema mehrfach in seinen Kompositionen, beispielsweise erscheint es, vom Horn vorgestellt, in seiner 2. Sinfonie. Earl Wild variiert es in 20 Variations on a Theme of Stephen Foster für Klavier und Orchester (1991).
Auch im Jazz wurde die bekannte Melodie häufig aufgegriffen. So gehört sie zu den bevorzugten Licks des für seine intrinsisch humorvollen Zitate bekannten Kontrabassisten Slam Stewart, während der Keyboarder Jim Beard eine stilistisch modernere Version unter dem Titel Ode to the Doo Da Day verfasste, die durch den Tenorsaxophonisten Michael Brecker bekannt geworden ist.
Seine internationale Bekanntheit verdankt Camptown Races vor allem der Zeichentrickfilmserie Looney Tunes, wo es von Bugs Bunny und insbesondere von dem Hahn Foghorn Leghorn – als dessen Kennmelodie der Song gelten kann – gesungen wird.
Mel Brooks spielt in der Eröffnungsszene seiner 1974 entstandenen Western-Parodie Blazing Saddles deutlich auf die bereits erwähnte rassistische Implikation des Liedes an: Als der Anführer einer Bande weißer Revolverhelden eine Gruppe schwarzer Eisenbahnarbeiter auffordert, einen „good ole nigger work song“ für ihn zu singen, intonieren diese Cole Porters I Get a Kick out of You (von 1934), also einen ausgesprochen urbanen Schlager aus dem Great American Songbook. Die groteske Komik der Szene beruht, von der makabren Umdeutung des anachronistisch zitierten vorherigen Titels abgesehen, darauf, dass es die weißen Banditen sind, die dann Camptown Races anstimmen.
Das Oxford English Dictionary führt das Wort doodah unter ausdrücklichem Bezug auf Fosters Komposition als Slangausdruck für „dithering“, „unruhig, aufgeregt“.